# Burt County
Burt County är ett administrativt område i delstaten Nebraska, USA. År 2010 hade county 6 858 invånare. Den administrativa huvudorten (county seat) är Tekamah.

## Geografi
Enligt United States Census Bureau har countyt en total area på 1 287 km². 1 277 km² av den arean är land och 10 km² är vatten.

### Angränsande countyn
- Thurston County, Nebraska - nord
- Monona County, Iowa - nordost
- Harrison County, Iowa - sydost
- Washington County, Nebraska - syd
- Dodge County, Nebraska - sydväst
- Cuming County, Nebraska - väst

### Orter
- Lyons
- Tekamah (huvudort)